# Timeless Children
Timeless Children（タイムレス チルドレン）はかつて存在した日本のバンド。1987年頃結成し、ニューウェーブ＆プログレの楽曲のちロック調の曲でインディーズで活動していた。
1989年（平成元年）12月2日、三宅裕司のいかすバンド天国に出場（エントリーナンバー10）、『SOLAR』という曲を演奏し、ベストコンセプト賞、在宅審査員賞受賞。そしてこの日のチャレンジャーに選ばれるが、当時のイカ天キング・たまに審査員投票で0対7のストレート負けを喫する。
たまからは演奏を「良かった」と評された。
1994年頃解散。

## メンバー
- 菊地のりよし - ボーカル、ギター。
- Nissir - エレキギター。
- 植野 - ベース。
- 谷山 - ドラム。後に脱退。
- ユイ - ドラム。谷山脱退後に加入。

## ディスコグラフィー
タイトルの下は収録曲

- WEPRESS（1991年7月21日発売）
  - Eliott
  - 街画家
  - Solar
  - 君がいなければ意味がない
  - Touch The Ground